# 城島茂
城島茂（日语：／ Jōshima Shigeru，1970年11月17日—），日本奈良縣大和郡山市出身，傑尼斯事務所旗下樂團型態的偶像團體TOKIO的成員、吉他手、作詞人、作曲、男演員、主持人，身高170cm，血型為O型。因憧憬少年隊，於1986年7月7日進入傑尼斯事務所。

## 經歷
1970年於東京千葉縣出生，出生不久後便搬到鹿兒島。在幼兒園時期曾就讀當地的國際學校。
後來因家庭複雜的問題多次搬遷，先後遷往京都、大阪，最後在小學時於奈良定居。
由於城島每次跟朋友混熟後就要搬家，到奈良定居後，曾經拒絕上學一段不短的時間，整天在家看電視及閱讀關於UFO的雜誌。
因為是單親家庭，城島從小母親就早出晚歸。後來城島的母親在牧場找到一份留宿的工作，但留宿的地方容不下他，所以高中時就開始居無定所的生活，需要在不同的朋友家中借宿。
16歲時因憧憬少年隊，自行投履歷而加入傑尼斯。城島和SMAP中居正廣是很好的朋友，曾經在宿舍有過一段窮困的日子。
城島從小學開始接觸吉他，日本資深創作歌手吉田拓郎曾在節目上稱讚其演奏技巧高超，長瀨與國分最初剛進團時也曾受他指導，其創作的歌曲多收錄在TOKIO的作品中。
原本因為猜拳猜勝擔任團長，團員間暱稱他「Leader」，後來逐漸變成城島茂的代名詞，不僅歌迷、同公司的後輩，有時甚至連前輩藝人都叫他Leader。除了音樂事業外，近年來演藝重心以主持綜藝節目為主，戲劇演出相對較少。
2006年在NHK晨間劇《芋たこなんきん》（芋頭、章魚、南瓜）中飾演父親一角，劇中的形象為留著三七分髮型的典型昭和時代的父親，
劇中照（三七分髮型）被NHK紅白歌合戰的主持人SMAP中的中居正廣連續四回（第57回、第58回、第59回、第60回）于TOKIO登台演唱前拿出展示。
第61回时，主持人岚中的大野智亦在TOKIO登台前拿出这张相片展示，并说：“（这是）从中居（中居正广）那里得到的。”
2014年8月30日-31日，參加日本電視台《24小時電視：愛心救地球》活動，成功跑完「101公里慈善馬拉松」，是傑尼斯旗下藝人中跑完最長公里者。
2019年9月28日，在歌迷會網站宣佈與年輕24歲的寫真偶像菊池梨沙結婚，成為自國分太一後第二位已婚的TOKIO成員。同日，他在《周刊News Leader》上表示菊池已懷孕。2020年3月4日，城島茂表示妻子在2月中旬為他誕下一名男嬰。

## 演出

### 電視劇

#### 連續劇
- 危險少年III（あぶない少年III、1988年10月-1989年1月、東京電視台） - 黑潮學園・辻堂始発
- ゴメンド-かけます（1989年8月-9月、富士電視台） - 尾崎耕司
- 奔向明天（明日に向って走れ!、1989年10月-1990年3月、富士電視台） - 德永精二
- 寝たふりしている男たち（1995年1月12日-3月9日、讀賣電視台） - 伊藤洋一
- 刑事純情派（はぐれ刑事純情派、朝日電視台） - 山岡雄作
  - 1995年4月12日-10月11日、1996年4月17日-9月25日
  - 1997年4月2日-10月1日、1998年4月1日-9月30日
- 交給我吧親愛的（まかせてダーリン、1998年1月11日-3月29日、TBS電視台） - 淺井景丸
- 秀逗修女瑪莉亞（天使のお仕事、1999年1月6日-3月24日、富士電視台） - 岩田元
- 演技者（演技者。『黒いハンカチーフ』、2002年4月9日-5月7日、富士電視台） - 主演・日根
- 劇團演技者（劇団演技者。『オートマチック』、2004年11月23日-12月21日、富士電視台） - 主演・城田
- 晨間小說連續劇（「芋たこなんきん」、2006年10月2日-2007年3月31日、NHK） - 花岡德一
- 0號室的客人 Last story（0号室の客、2010年2月26日 - 3月19日、富士電視台） - 主演・城田
- 爸爸偶像（パパドル！、2012年4月19日 - 6月28日、TBS電視台） - 岡島充
- 武士媽媽（サムライカアサン、2021年10月12日 - 、日本電視台） - 主演・伊佐木陽子

#### 單篇
- 冷暖人間（渡る世間は鬼ばかり、1993年9月9日、TBS電視台） - 保
- 給媽媽的花束（おふくろに花束を!、1994年5月27日、富士電視台） - 早瀨誠
- 年末時代劇 特別篇「鬼麿斬人劍」（鬼麿斬人剣、1995年12月28日、朝日電視台） - 清原彦一
- 刑事純情派 特別篇（はぐれ刑事純情派スペシャルSP、朝日電視台） - 山岡雄作
  - 1996年4月10日、1996年12月30日
  - 1999年1月1日、2003年4月2日
- 超能偵察員（DXD Dangerous Angel X Death Hunter、1997年、日本電視台） - 城秀樹役（友情客串）
- 寺内貫太郎一家'98秋（寺内貫太郎一家98秋スペシャル、1998年9月24日、TBS電視台） - 大瀧昇
- 我們的旅行第10集（新．俺たちの旅Ver.1999、1999年、日本電視台） - 友情客串
- 女婿大人 最終話（ムコ殿、2001年、富士電視台） - 友情客串
- 曼哈頓愛情故事 第1集（マンハッタンラブストーリー、2003年、TBS電視台） - 友情客串
- 世界奇妙物語秋季特別篇（世にも奇妙な物語「自販機男」、2007年10月2日、富士電視台） - 主演・浜口
- 血型別 女人結婚的方法 第四夜‧AB型女人結婚的方法（血液型別 オンナが結婚する方法♪、2009年2月26日、富士電視台） - 権田原仁 副教授
- 王牌酒保 glass 2（バーテンダー、2011年2月11日、朝日電視台） - 清水
- 特別國稅徵收官 第3集（トッカン 特別国税徴収官、2012年7月18日、日本電視台） - 三井晴彦
- 奇跡的動物園〜旭山動物園物語〜（奇跡の動物園〜旭山動物園物語〜、2015年4月10日、富士電視台） - 岡村哲
- 家政夫三田園 第二季 第4・8集（家政夫のミタゾノ、2018年5月11日・6月8日、朝日電視台） - 島茂子

### 現在
- TOKIOカケル 富士电视台
- 鐵腕DASH（ザ!鉄腕!DASH!!）日本電視台
- 民謡魂 ふるさとの歌  NHK総合

### 過去
- SportsPartyただいま夢中!
- Toki-Kin (和KinKi Kids一起主持)
  - KINKI：KinKi大冒险 （曰本电视台：1996年4月7日至1996年9月29日）
  - KinKi大放送 （曰本电视台：1996年10月6日至1998年3月29日）
  - 如果输了那可不行 （富士电视台：1996年10月14日至1997年3月17日）
  - Toki-kin快车！喜欢的事 （东京放送：1996年10月16日至1997年3月12日）
- Mentore Training (メントレG的前身)
- 東京小子（メントレG）富士電視台
  - 在台灣播出時的名稱有「東京小子G情報」（三立都會台）、「算命大師」（TVBS）、「東京小子」（國興衛視）
- 5LDK 富士电视台
- 愛的圍裙（愛のエプロン）朝日電視台 - 主持人

### 廣播
- 城島茂的TOKIO CLUB（1992年4月 - 2005年3月、TBS廣播）
- オレたちやってま～す!（1997年10月 - 1999年9月、毎日放送）
- オレたち×××やってま～す月曜日（1999年10月 - 2001年3月、毎日放送）
- もうすぐオレたち×××やってま～す月曜日（2000年4月 - 2001年3月、毎日放送）
- オレたち×××やってま～すネクスト月曜日（2000年4月 - 2001年3月、毎日放送）
- MBSオレたちやってま～す月曜日（2001年4月 - 2002年3月、毎日放送）
- MBSオレたちやってま～す金曜日（2002年4月 - 2002年9月、毎日放送）
- MBSオレたちやってま～す土曜日（2002年10月 - 2003年3月、毎日放送）
- YOUNG PARK（ヤングパーク）（2003年10月 - 2005年9月、毎日放送）
- 城島茂のどっち派?!（TBS廣播）
- ゴチャ・まぜっ!月曜日（2005年10月 - 2014年3月、毎日放送）
- アッパレやってまーす!（2014年4月 - 、毎日放送）

### 製作歌曲
- 1996年8月26日「時代をよろしく!」(Best E.P Selection of Tokio) -作詞
- 1998年4月1日「オレンジ色の太陽」(Graffit)-作詞、作曲
- 2000年2月2日「Cool so Rock」( YESTERDAY&TODAY)-作詞、作曲
- 2001年12月5日「36℃」(5 AHEAD))- 作詞
- 2001年12月5日「Baby blue」(5 AHEAD) - 作詞、作曲
- 2003年2月19日「Midnight Rose」(Glider) - 作詞、作曲
- 2003年2月19日「城島Song」(Glider)- 作曲
- 2005年2月2日「VALE-TUDO」(ACT II)- 作詞
- 2005年2月2日「必要と思われる箇所にピリオドを打て(制限時間4分10秒)」(ACT II) -作詞、作曲
- 2006年10月18日「僕の戀愛事情と台所事情」(Harvest) - 作詞、作曲
- 2009年8月19日「スベキコト」(太陽と砂漠のバラ / スベキコト)-作詞
- 2009年8月19日「誓い」（太陽と砂漠のバラ / スベキコト）-作詞、作曲
- 2011年5月25日「PLUS」 ( 見上げた流星) - 作詞、作曲
- 2012年8月22日「More」(17) - 作詞、作詞
- 2012年8月22日「ロースピード」(17) - 作詞、作曲
- 2012年8月22日「自由な名の下に 」(17)-作詞
- 2014年7月16日「こころ」(HEART) -作詞・作曲・編曲

## 文章・出版物
- 美男の国から（マガジンハウス Magazine House出版）

## 關聯項目
- 傑尼斯事務所
- J-FRIENDS
- TOKIO團員：

長瀨智也
山口達也
国分太一
松岡昌宏

## 外部連結
- 城島茂在互联网电影资料库（IMDb）上的資料（英文）